# Eskandeh
Eskandeh (persiska: اسكنده, اِسكِندِه, اِشِنِ) är en ort i Iran.   Den ligger i provinsen Mazandaran, i den norra delen av landet, 130 km nordost om huvudstaden Teheran. Antalet invånare är 515.
Terrängen runt Eskandeh är platt, och sluttar norrut. Runt Eskandeh är det ganska tätbefolkat, med 166 invånare per kvadratkilometer. Närmaste större samhälle är Āmol, 13,8 km söder om Eskandeh. Trakten runt Eskandeh består till största delen av jordbruksmark.